# Brookville Township (comté d'Ogle, Illinois)
Pour les articles homonymes, voir Brookville Township.
Brookville Township est un township du comté d'Ogle dans l'Illinois, aux États-Unis,. Le township est fondé le 5 février 1850.

## Source de la traduction
- (en) Cet article est partiellement ou en totalité issu de l’article de Wikipédia en anglais intitulé « Brookville Township, Ogle County, Illinois » (voir la liste des auteurs).